# Flughafen Chanty-Mansijsk

i7
i11
i13
Der Flughafen Chanty-Mansijsk (IATA-Code: HMA, ICAO-Code: USHH) ist der Flughafen der russischen Stadt Chanty-Mansijsk im Autonomen Kreis der Chanten und Mansen/Jugra. Er liegt 5 Kilometer nordöstlich des Zentrums der Stadt. Von dem Flughafen werden neben Moskau auch einige weitere russische Städte angeflogen. Der Flughafen den Status eines Internationalen Flughafens. Es können Flugzeuge bis zu einer Größe eines Airbus A321 empfangen werden. Mit der Stadt ist der Flughafen über eine Buslinie und Linientaxis verbunden.

## Geschichte
Nachdem bereits in den 1930er Jahren im heutigen Chanty-Mansijsk ein Flugplatz existiert hatte, wurde 1967 die Errichtung eines neuen Flughafens beschlossen. Dieser wurde 1973 eröffnet und Anfang der 1990er Jahre renoviert, ab 2008 gab es erneut Bauarbeiten zur Verbesserung unter anderem des Vorfeldes und für den Bau eines Hubschrauberlandeplatzes.

## Zwischenfälle
- Am 17. Mai 1986 flogen die Piloten einer Jakowlew Jak-40 der sowjetischen Aeroflot (CCCP-87928) während eines Testfluges verbotene Kunstflugmanöver, darunter eine Fassrolle. Dabei wurden die strukturellen Belastungsgrenzen der Maschine überschritten, woraufhin diese in der Luft zerbrach und 19 Kilometer nordwestlich vom Flughafen Chanty-Mansijsk zu Boden stürzte. Bei dem Unfall kamen alle fünf Insassen ums Leben.[4]